# 菸鹼興奮劑
菸鹼興奮劑(Nicotinic agonist)是一種模擬乙酰膽鹼（ACh）對菸鹼乙酰膽鹼受體（nAChRs）作用的藥物。nAChR因其對尼古丁的親和力而命名。
實例包括尼古丁（根據定義）、乙酰膽鹼（nAChRs的內源性激動劑）、膽鹼、依巴替丁、洛貝林、伐尼克蘭和胱氨酸。